# Keep Talking
Pistes de The Division Bell
Coming Back to Life Lost for Words
Keep Talking est une chanson du groupe de rock progressif britannique Pink Floyd. Elle apparaît sur l'album The Division Bell, en 1994. 

## Genèse
L'idée de la chanson a débuté lorsque David Gilmour vit une publicité à la télévision qui l'a totalement bouleversé par les paroles de Stephen Hawking. « For millions of years mankind lived just like the animals .Then something happenend which unleashed the power of our imagination. We learned to talk ».  À partir de ses mots (qui fera l'introduction de la chanson), David commence à écrire Keep Talking. 
La chanson traite du besoin de communication chez les êtres humains. Un besoin qui est aussi vital que celui de se nourrir ou de respirer. Par contre, avec la technologie grandissante et prenant de plus en plus de place dans la vie des gens, la communication semble se détériorer. Les humains se renferment de plus en plus. C'est ce que nous livre les paroles de Gilmour dans Keep Talking. (Polly et Wright ont peut-être aussi contribué aux paroles mais ce n'est pas certain).
La voix de Hawking apparaît deux autres fois dans la chanson :  
«It doesn't have to be like this. All we need to do is make sure we keep talking»

## Réalisation
L'introduction est construite de la même manière que l'introduction de Take it Back: une boucle de guitare acoustique jouée avec un EBow reproduite à l'envers accompagné des synthétiseurs de Wright. Un peu comme sur Wearing The Inside Out, le vocal est construit en forme de questions/réponses. Gilmour assure le chant principal, aidé par les chœurs. 
David Gilmour joue deux solos pendant la chanson.
Le premier, avec sa Red Strat: c'est un solo très agressif et furieux saturé par sa Big Muff.
Le deuxième, pour la première fois depuis Animals, avec sa Talkbox. 
Keep talking finit sur un coda en fade-out.

## Stephen Hawking
Stephen Hawking est l'auteur du best-seller mondial Une Brève Histoire Du Temps, du big bang aux trous noirs, publié en 1988. Sa vie a été portée à l'écran par James Marsh sous le titre Une merveilleuse histoire du temps sorti en 2014. 
Il a été professeur à l'Université de Cambridge, la ville natale de David Gilmour et de Syd Barrett, mais aussi celle où Roger Waters a passé son enfance

## Parution, réception et autres versions
La chanson paraît sur l'album compilation Echoes: The Best of Pink Floyd en 2001, commençant par une transition avec Money et se terminant dans le fondu avec le bruit des moutons de Sheep. Elle apparait aussi sur P.U.L.S.E en version live. 
Elle paraît aussi sur un single de trois titres avec High Hopes et One Of These Days.
Ce fut le premier single de l'album. Elle arriva même premier dans le hit-parade américain et 26e au Royaume-Uni.
Le rappeur Wiz Khalifa a recouru à un sample de Keep Talking dans sa chanson Burn After Rolling en 2009

## Enregistrement
Britannia Row : Janvier 1993
Astoria : Février-mai 1993 Septembre-décembre 1993
Metropolis Studios : Septembre-décembre 1993
The Creek Recording Studios : Septembre-décembre 1993

## Personnel
- David Gilmour : guitare électrique, chant
- Richard Wright : claviers
- Nick Mason : batterie percussions
- Jon Carin : claviers additionnels
- Guy Pratt : basse
- Sam Brown, Durga McBroom, Carol Kenyon : chœurs
- Stephen Hawking : voix numérique

## Liens
- Site officiel de Pink Floyd
- Site officiel de David Gilmour